# Spoorlijn Saujon - La Grève
De spoorlijn Saujon - La Grève is een gedeeltelijk opgebroken Franse spoorlijn van Saujon naar La Tremblade. De volledige lijn was 22,5 km lang en heeft als lijnnummer 545 000.

## Geschiedenis
De lijn werd geopend door de Compagnie du chemin de fer de la Seudre op 24 juni 1876. Personenvervoer tussen La Tremblade en La Grève werd opgeheven in 1936 en tussen Saujon en La Tremblade op 15 mei 1939. Goederenvervoer tussen La Tremblade en La Grève was er tot 26 september 1975 en tussen Saujon en La Tremblade tot 1 juni 1980.
Tussen Saujon en La Tremblade is de lijn sindsdien in gebruik voor museumvervoer door de Train des Mouettes.

## Aansluitingen
In de volgende plaatsen is of was er een aansluiting op de volgende spoorlijnen:
Saujon
RFN 544 000, spoorlijn tussen Saintes en Royan
RFN 546 000, spoorlijn tussen Pons en Saujon

## Galerij

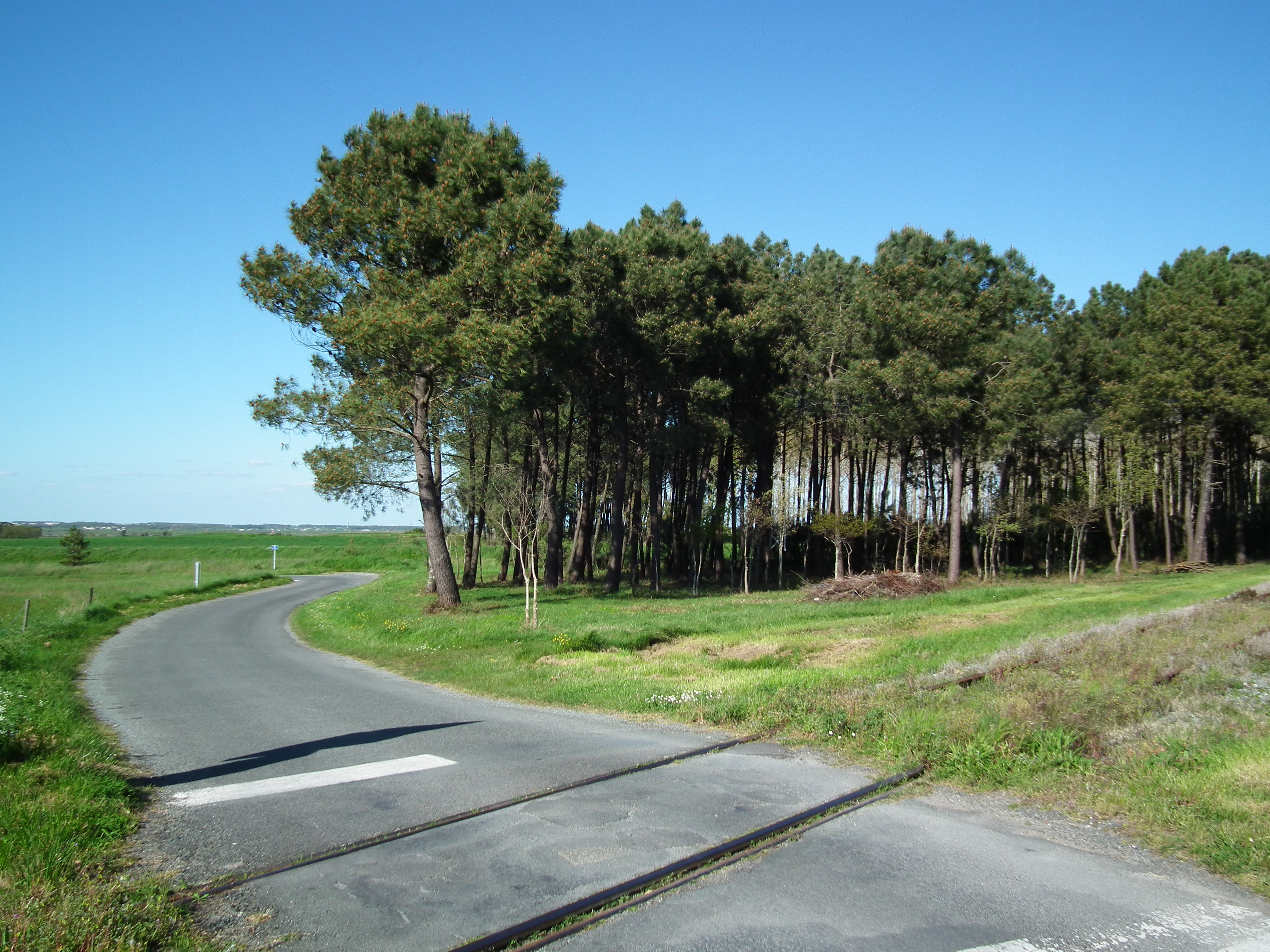
De lijn bij Étaules
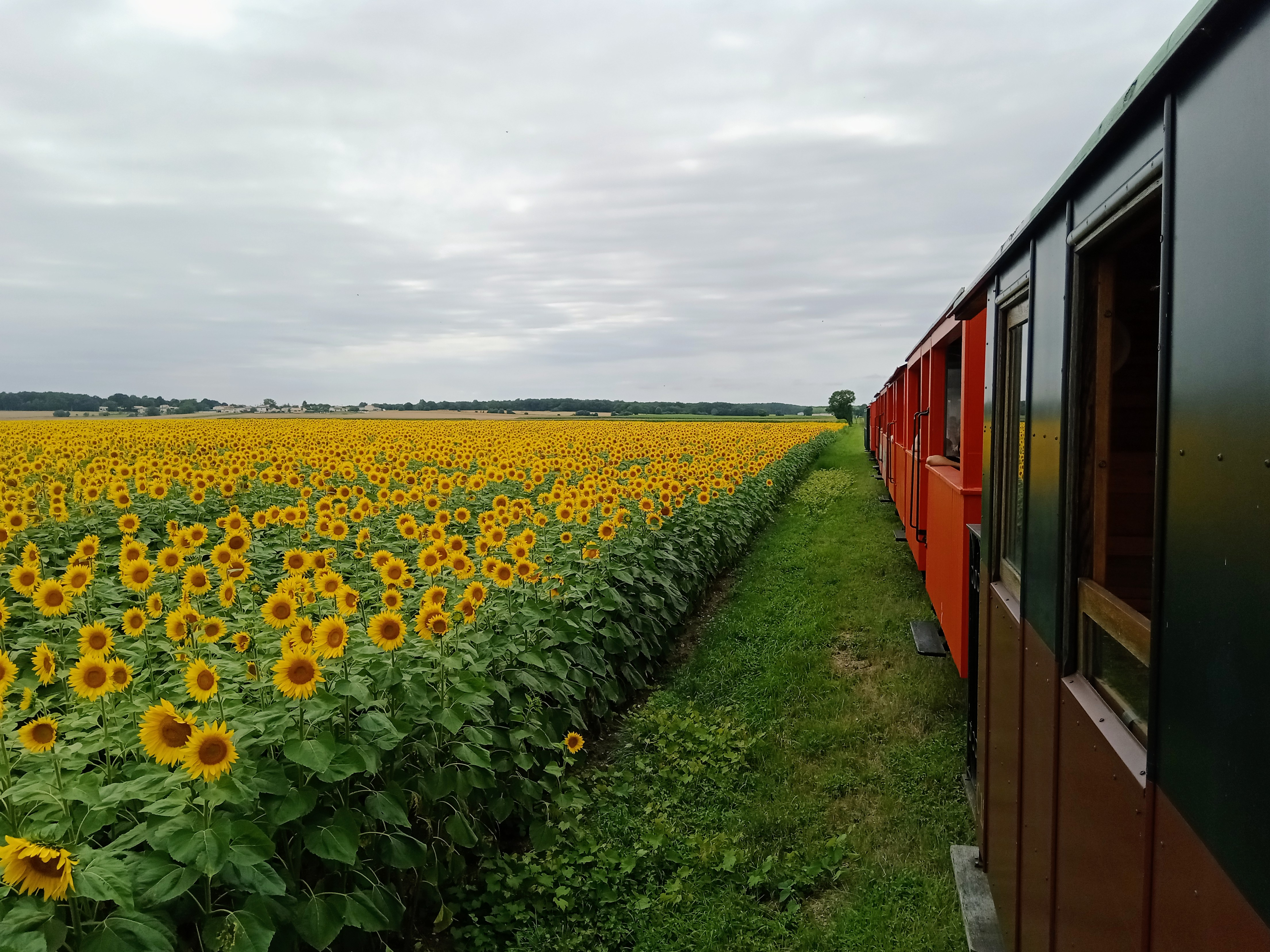
Train des Mouettes bij Saujon
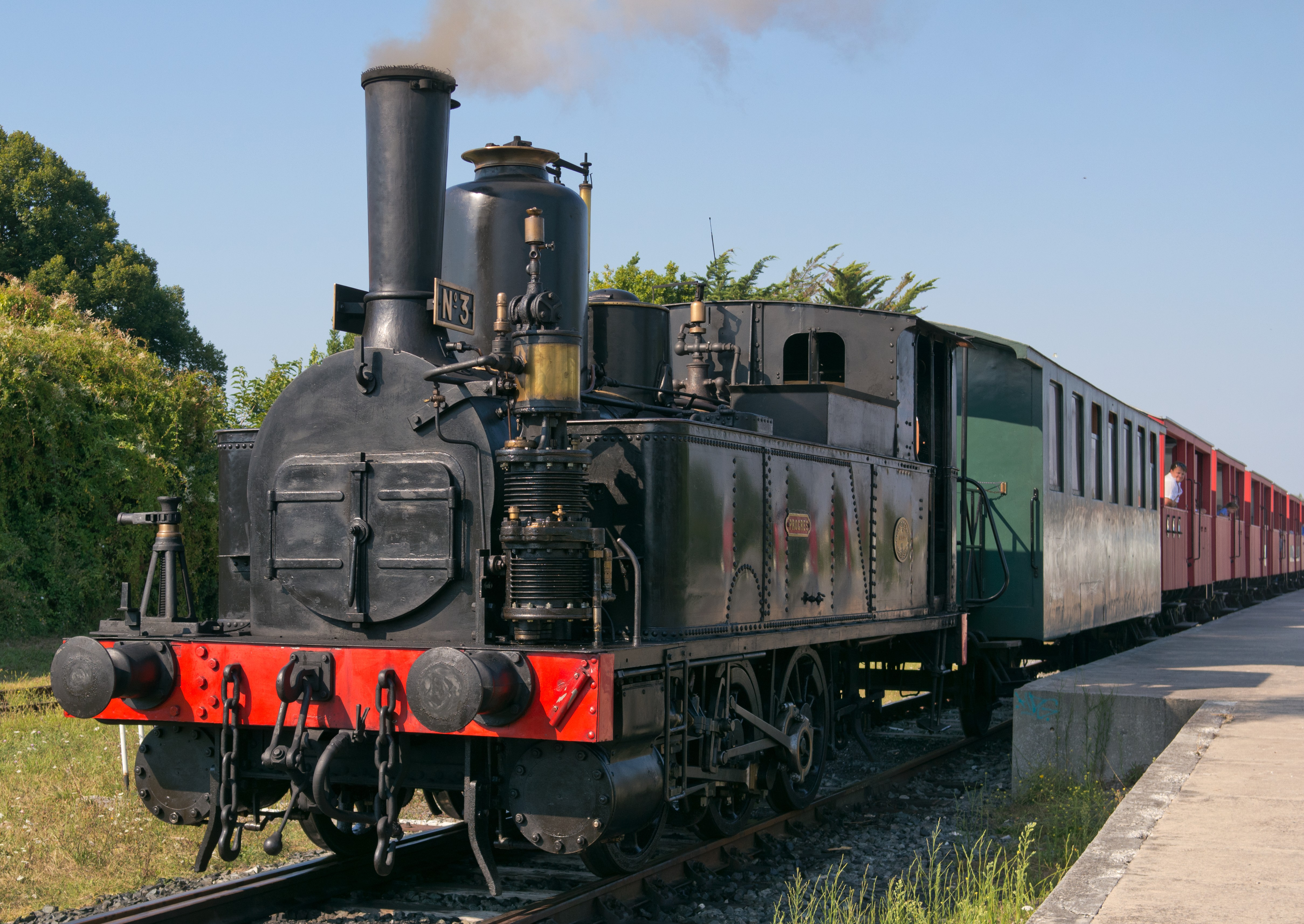
Train des Mouettes bij La Tremblade